# Onthophagus yaran
Onthophagus yaran là một loài bọ cánh cứng trong họ Bọ hung (Scarabaeidae).